# Округ Шлајкер (Тексас)
Округ Шлајкер (енгл. Schleicher County) је округ у америчкој савезној држави Тексас. По попису из 2010. године број становника је 3.461.

## Демографија
Према попису становништва из 2010. у округу је живело 3.461 становника, што је 526 (17,9%) становника више него 2000. године.
| Група             | 2000.         | 2010.         |
| Белци             | 1.595 (54,3%) | 1.872 (54,1%) |
| Афроамериканци    | 45 (1,5%)     | 38 (1,1%)     |
| Азијати           | 5 (0,2%)      | 4 (0,1%)      |
| Хиспаноамериканци | 1.278 (43,5%) | 1.536 (44,4%) |
| Укупно            | 2.935         | 3.461         |